# 日鋼記念病院
日鋼記念病院（にっこうきねんびょういん）は、北海道室蘭市にある病院。

## 概要
1911年（明治44年）、日本製鋼所室蘭製作所内に企業立病院として開設。1980年（昭和55年）に医療法人として独立し、2001年（平成13年）に「医療法人社団 カレス アライアンス」、2007年（平成19年）に「医療法人 母恋」へと名称変更している。2010年（平成22年）に社会医療法人の認定を受けて「社会医療法人 母恋」となった。かつては、救命救急センターに指定されていたが、指定から2年で返上している。

## 沿革
- 1911年（明治44年）、「私立楽生病院」として創設。その後、「日本製鋼所職工共済会病院」と改称。
- 1913年（大正2年）、「日本製鋼所病院」と改称。
- 1979年（昭和54年）、近代化計画実施（ICU、CCU等）。
- 1980年（昭和55年）、医療法人「日鋼記念病院」として独立。
- 1981年（昭和56年）、CT導入。
- 1984年（昭和59年）、西棟竣工。
- 1987年（昭和62年）、南棟1期工事竣工。MRI・リニアック導入。
- 1991年（平成3年）、病院リニューアル完成（西棟、南棟）。
- 1997年（平成9年）、日本医療機能評価機構病院機能評価認定（全国第1号）。健康情報ライブラリー（患者図書館）開設（2008年「患者図書室 ぼこい」と改称）。ヘリポート・備蓄倉庫完成。
- 1998年（平成10年）、PET導入（北海道第1号）。
- 1999年（平成11年）、ファミリーハウス開設（患者家族宿泊施設）。地域医療研修センター開設。
- 2000年（平成12年）、常用自家発電装置完成。
- 2003年（平成15年）、電子カルテ稼働。
- 2004年（平成16年）、DPC（診断群分類包括評価）適用開始。
- 2006年（平成18年）、PET-CT導入。臨床研修医宿舎完成。消化器センター・化学療法センター・糖尿病センター開設。
- 2009年（平成21年）、院外処方開始。
- 2012年（平成24年）、市立室蘭総合病院・王子総合病院と災害時における相互支援協定締結[4][5]。
- 2013年（平成25年）、手術棟竣工。
- 2014年（平成26年）、伊達赤十字病院・苫小牧市立病院・八雲総合病院と災害時における相互支援協定締結[6]。

## 認定施設
| 臨床研修指定病院（医科・歯科） | 生活保護法指定医療機関                                        |
| 災害拠点病院                   | 身体障害者福祉法指定医療機関                                  |
| 地域周産期母子医療センター     | 肝疾患に関する専門医療機関                                    |
| 地域がん診療連携拠点病院       | 指定自立支援医療機関（育成医療・更生医療・精神通院医療 ほか） |
| 国民健康保険医療機関           | 労災保険指定医療機関                                          |

## 救急医療
救急告示病院（救急指定病院）
病院群輪番制等運営事業実施病院
小児医療重点化病院

## 診療科等
診療科
総合内科
呼吸器内科
循環器内科
消化器センター
外科
脳神経外科
心臓血管外科
形成外科
整形外科
歯科・口腔外科
眼科
耳鼻咽喉科
小児科
小児外科
小児歯科
皮膚科
産婦人科
病理診断科
泌尿器科
放射線科
緩和ケア科
リハビリテーション科
麻酔科・ペインクリニック科
糖尿病科
部門
リハビリテーションセンター
看護部
腎センター
放射線部門
臨床工学室
薬剤部
治験管理室

## 教育施設認定
| 日本外科学会専門医制度修練施設                       | 日本内科学会認定医制度教育関連病院         |
| 日本整形外科学会専門医制度研修施設                   | 日本消化器外科学会専門医制度指定修練施設   |
| 日本小児外科学会教育関連施設                         | 日本消化器内視鏡学会指導施設               |
| 日本乳癌学会認定関連施設                             | 日本消化器病学会認定施設                   |
| 日本救急医学会専門医指定施設                         | 日本超音波医学会認定超音波専門医研修施設   |
| 日本透析医学会認定施設                               | 日本麻酔科学会麻酔科認定病院               |
| 日本医学放射線学会専門医修練機関                     | 日本臨床細胞学会教育研修施設               |
| 日本口腔外科学会認定研修機関                         | 日本病理学会登録施設                       |
| 三学会構成心臓血管外科専門医認定機構関連施設         | 日本眼科学会専門医制度研修施設             |
| 日本胸部外科学会認定医制度関連施設                   | 日本循環器学会認定循環器専門医研修関連施設 |
| 日本耳鼻咽喉科学会認可研修施設                       | 日本皮膚科学会認定専門医研修施設           |
| 日本がん治療認定医機構認定研修施設                   | 日本リハビリテーション医学会研修施設       |
| 日本泌尿器科学会専門医教育施設                       | 日本病院会優良短期人間ドック施設           |
| 日本小児科学会専門医研修施設                         | 日本産科婦人科学会専門医制度専攻医指導施設 |
| 日本周産期・新生児医学会母体・胎児専門医暫定研修施設 | 日本周産期・新生児医学会周産期（新生児）   |
| 専門医暫定研修施設                                   |                                            |

## 関連施設
- 社会医療法人 母恋
  - 登別記念病院（登別市）
  - 天使病院（札幌市東区）
  - 東室蘭サテライトクリニック
  - 老人保健施設 母恋
  - 日鋼記念指定居宅介護支援事業所
  - 訪問看護ステーション母恋
  - 日鋼記念看護学校

## 交通アクセス・駐車場
北海道旅客鉄道（JR北海道）母恋駅下車、徒歩5分。
路線バス：道南バス「日鋼記念病院前」バス停下車、徒歩3分。
都市間バス：道南バスの白鳥号・はやぶさ号、北海道中央バスの高速むろらん号で「母恋駅前」バス停下車、徒歩4分。
駐車場：立体駐車場223台（有料）、身障者駐車場37台（無料）